# يا طيبة (قصيدة)
يا طيبة أنشودة شهيرة في عام 2003 في مدح المدينة المنورة، من كلمات طارق العربي طرقان[بحاجة لمصدر] أنشدتها عنان الخياط على قناة سبيستون، وأُعيد ظهورها على قنوات مختلفة للأطفال، وطيبة اسم من أسماء المدينة المنورة سماها به النبي محمد ﷺ.